# Photinia blinii
Photinia blinii là loài thực vật có hoa trong họ Hoa hồng. Loài này được (H. Lév.) Rehder miêu tả khoa học đầu tiên năm 1936.